# Remixes (t.A.T.u.)
Remixes è il primo album di remix del duo musicale russo t.A.T.u., pubblicato il 26 settembre 2003 dalle etichette discografiche Universal Music e Interscope Records.

## Descrizione
L'album comprende i remix di All the Things She Said, Not Gonna Get Us e 30 Minutes, mentre l'edizione russa del disco contiene in aggiunta anche i remix di alcuni brani di 200 po vstrečnoj e i singoli Prostye dviženija e Ne ver', ne bojsja, i quali sono considerati estratti da questa pubblicazione, non essendo stati inclusi in nessun album precedente del duo (anche se Ne ver', ne bojsja era presente come traccia bonus nella versione deluxe di 200 km/h in the Wrong Lane). 
La versione russa della raccolta include due CD e un DVD in cui compaiono videoclip, video remix ed esibizioni dal vivo; tuttavia, le altre versioni non includono un CD o DVD extra. 

### Copertina
La copertina dell'album ritrae uno scatto delle t.A.T.u. realizzato nel 2003 dal fotografo Jade Nutzung. Entrambe in posizione abbassata, le ragazze si trovano una vicino all'altra: Lena Katina, sulla sinistra si appoggia con le braccia alla gamba destra di Julia Volkova. Alcune edizioni del disco presentavano la copertina con le t.A.T.u. in stile cartone animato, vestite in uniforme scolastica.

## Tracce

### Edizione standard
1. All the Things She Said (Blackpulke Remix) – 4:15
2. All the Things She Said (Mark!'s Buzzin Mix) – 8:14
3. All the Things She Said (Running And Spinning Remix By Guéna LG & RLS) – 6:15
4. All the Things She Said (Dave Audé Extension 119 Club Dub) – 8:19
5. Not Gonna Get Us (Larry Tee Electroclash Mix) – 6:21
6. Not Gonna Get Us (Richard Morel's Pink Noise Vocal Mix) – 8:12
7. Not Gonna Get Us (Thick Dick Vocal Mix) – 7:14
8. Not Gonna Get Us (Dave Audé Remix-Velvet Dub Aka Big Dud Mix) – 7:16
9. 30 Minutes (Dave Audé Extension 119 Club Vocal Mix) – 7:59
10. Not Gonna Get Us (Remix Video) – 3:54 – traccia bonus per alcuni mercati

### Edizione giapponese
La lista tracce di quest'edizione è quasi uguale alla precedente, ma la prima traccia costituisce un remix diverso.
1. All the Things She Said (dJ Monk's After Skool Special) – 7:07
2. All the Things She Said (Mark!'s Buzzin Mix) – 8:14
3. All the Things She Said (Running And Spinning Remix By Guéna LG & RLS) – 6:15
4. All the Things She Said (Dave Audé Extension 119 Club Dub) – 8:19
5. Not Gonna Get Us (Larry Tee Electroclash Mix) – 6:21
6. Not Gonna Get Us (Richard Morel's Pink Noise Vocal Mix) – 8:12
7. Not Gonna Get Us (Thick Dick Vocal Mix) – 7:14
8. Not Gonna Get Us (Dave Audé Remix-Velvet Dub Aka Big Dud Mix) – 7:16
9. 30 Minutes (Dave Audé Extension 119 Club Vocal Mix) – 7:59

### Edizione russa
Quest'edizione è anche disponibile nel formato da un CD, ossia il primo della lista sottostante. Un CD simile al CD 1 è stato anche pubblicato in un basso numero di nazioni occidentali e asiatiche, con la sola differenza che le ultime due tracce sono state omesse.
CD 1
1. All the Things She Said (Blackpulke Remix) – 4:15
2. All the Things She Said (Mark!'s Buzzin Mix) – 8:14
3. All the Things She Said (Running And Spinning Remix By Guéna LG & RLS) – 6:15
4. All the Things She Said (Dave Audé Extension 119 Club Dub) – 8:19
5. Not Gonna Get Us (Larry Tee Electroclash Mix) – 6:21
6. Not Gonna Get Us (Richard Morel's Pink Noise Vocal Mix) – 8:12
7. Not Gonna Get Us (Thick Dick Vocal Mix) – 7:14
8. Not Gonna Get Us (Dave Audé Remix-Velvet Dub Aka Big Dud Mix) – 7:16
9. 30 Minutes (Dave Audé Extension 119 Club Vocal Mix) – 7:59
10. Prostye dviženija – 3:56 (Ivan Šapovalov, Mars Lasar, Valerij Polienko)
11. Ne ver', ne bojsja – 3:03 (Ivan Šapovalov, Mars Lasar, Valerij Polienko)

CD 2
1. Ja sošla s uma (HarDrum Remix) – 4:13
2. All the Things She Said (HarDrum Remix) – 4:12
3. Nas ne dogonjat (HarDrum Remix) – 3:52
4. 30 minut (HarDrum Remix) – 4:04
5. 30 minut (Naked Mix Moscow Grooves Institute) – 5:16
6. 30 minut (Raga Mix By That Black) – 5:54
7. Malchik-Gay (Fanky Mix By That Black) – 5:05
8. All the Things She Said (Dave Audé Extension 119 Club Edit) – 5:18
9. All the Things She Said (DJ Monk's Breaks Mix) – 6:06

DVD
1. Ja sošla s uma (Video) – 3:47
2. Ja sošla s uma (Remix Video) (HarDrum) – 4:04
3. Nas ne dogonjat (Video) – 3:58
4. 30 minut (Video) – 3:46
5. Prostye dviženija (Video) – 4:10
6. All the Things She Said (Video) – 3:46
7. All the Things She Said (Remix Video) (Extension 119 Club Edit) – 4:12
8. Not Gonna Get Us (Video) – 3:59
9. Not Gonna Get Us (Remix Video) (Dave Audé Velvet Dub) – 3:54
10. 30 Minutes (Video) – 3:43
11. How Soon Is Now? (Video) – 3:17
12. Ne ver', ne bojsja (Live at Muz-TV Awards 2003) – 3:16
13. Nas ne dogonjat (Live at Muz-TV Awards 2003) – 4:22

- Galleria foto

### Edizione taiwanese
È stata pubblicata in versione musicassetta.
Lato A
1. All the Things She Said (Blackpulke Remix) – 4:13
2. All the Things She Said (Mark!'s Buzzin Mix) – 8:11
3. All the Things She Said (Running And Spinning Remix By Guéna LG & RLS) – 6:12
4. All the Things She Said (Dave Audé Extension 119 Club Dub) – 8:16
5. Not Gonna Get Us (Larry Tee Electroclash Mix) – 6:17

Lato B
1. Not Gonna Get Us (Richard Morel's Pink Noise Vocal Mix) – 8:09
2. Not Gonna Get Us (Thick Dick Vocal Mix) – 7:14
3. Not Gonna Get Us (Dave Audé Remix-Velvet Dub Aka Big Dud Mix) – 7:13
4. 30 Minutes (Dave Audé Extension 119 Club Vocal Mix) – 7:59

## Successo commerciale
In Russia è diventato disco d'oro con oltre 100 000 copie vendute, raggiungendo nel febbraio 2004 il terzo posto nella classifica degli album più venduti nel Paese.
In Giappone ha fatto ingresso nelle classifiche degli album alla numero 105 ed è rimasto nel grafico per cinque settimane, vendendo 7 761 copie. In Corea del Sud ha raggiunto la posizione numero 12 in classifica, con 5 800 unità di vendita.

## Classifiche

### Classifiche settimanali
| Classifica (2003) | Posizione massima |
| ----------------- | ----------------- |
| Giappone          | 105               |

### Classifiche mensili
| Classifica (2003-04) | Posizione massima |
| -------------------- | ----------------- |
| Corea del Sud        | 12                |
| Russia               | 3                 |